# Дзежгово (гміна)
Гміна Дзежгово (пол. Gmina Dzierzgowo) — сільська гміна у центральній Польщі. Належить до Млавського повіту Мазовецького воєводства.
Станом на 31 грудня 2011 у гміні проживало 3365 осіб.

## Площа
Згідно з даними за 2007 рік площа гміни становила 150.63 км², у тому числі:
- орні землі: 64.00%
- ліси: 27.00%

Таким чином, площа гміни становить 12.86% площі повіту.

## Населення
Станом на 31 грудня 2011:
| Опис     | Загалом | Загалом | Чоловіки | Чоловіки | Жінки | Жінки |
| -------- | ------- | ------- | -------- | -------- | ----- | ----- |
| одиниця  | осіб    | %       | осіб     | %        | осіб  | %     |
| все      | 3365    | 100     | 1734     | 51.53    | 1631  | 48.47 |
| міське   | 0       | 100     | 0        |          | 0     |       |
| сільське | 3365    | 100     | 1734     | 51.53    | 1631  | 48.47 |

## Сусідні гміни
Гміна Дзежгово межує з такими гмінами: Вечфня-Косьцельна, Ґрудуськ, Кшиновлоґа-Мала, Хожеле, Черніце-Борове, Шидлово, Яново.